# Silvana Fallisi
Silvana Fallisi (Buccheri, 9 settembre 1964) è un'attrice e comica italiana,  nota per aver lavorato sia in teatro, sia al cinema con il trio comico Aldo, Giovanni e Giacomo.

## Biografia

### Carriera

#### Cinema
Con il trio ha lavorato in film come Chiedimi se sono felice, Tu la conosci Claudia?, Il cosmo sul comò, La banda dei Babbi Natale, Ammutta muddica al cinema e Fuga da Reuma Park. 

#### Teatro
Tra i suoi lavori teatrali più famosi c'è Anplagghed e Ammutta muddica, sempre con Aldo, Giovanni e Giacomo, spettacolo che successivamente è stato portato anche al cinema.

## Vita privata
È sposata con Aldo Baglio da cui ha avuto due figli, Gaetano e Caterina.

## Filmografia

### Cinema
- Chiedimi se sono felice, regia di Aldo, Giovanni e Giacomo e Massimo Venier (2000)
- Un Aldo qualunque, regia Dario Migliardi (2002)
- La leggenda di Al, John & Jack, regia di Aldo, Giovanni e Giacomo e Massimo Venier (2002)
- Tu la conosci Claudia?, regia di Massimo Venier (2004)
- Anplagghed al cinema, regia di Arturo Brachetti e Rinaldo Gaspari (2006)
- Ti aspetto fuori, regia di Alfio D'Agata (2008) – cortometraggio
- Il cosmo sul comò, regia di Marcello Cesena (2008)
- Mi chiamo Paoluccio, regia di Alfio D'Agata (2009) – cortometraggio
- La banda dei Babbi Natale, regia di Paolo Genovese (2010)
- Quel giorno alla plaja, regia di Alfio D'Agata (2010) – cortometraggio
- La luna si riposa, regia di Alfio D'Agata (2012) – cortometraggio
- Rosa, regia di Alfio D'Agata (2012) – cortometraggio
- Ci vuole un gran fisico, regia di Sophie Chiarello (2013) - cameo
- Ammutta muddica al cinema, regia di Arturo Brachetti (2013)
- La buca, regia di Daniele Ciprì (2014)
- Fuga da Reuma Park, regia di Aldo, Giovanni e Giacomo, Morgan Bertacca (2016)
- Tuttapposto, regia di Gianni Costantino (2019)

### Televisione
- Before Pintus – sitcom, episodio 2x01 (2021)

## Teatro
- In panne (1984)
- Il drago (1985)
- Il futurismo, regia di Lorenzo Rizzato (1986)
- La storia di tutte le storie (1989)
- Katakeko (1991)
- Ballando, regia di Vasco Mirandola (1991)
- Tra noi c'è un'intercapedine, regia di Roberto Cuppone (1992)
- Potevo rimanere offeso!, regia di Massimo Venier (2001)
- Non aspettatevi niente (2005)
- Anplagghed, regia di Arturo Brachetti (2006)
- Era ora, regia di Corrado Accordino (2010)
- Ammutta Muddica, regia di Arturo Brachetti (2012)
- La morte balla sui tacchi a spillo, regia di Corrado Accordino (2014)
- The Best of Aldo, Giovanni e Giacomo, regia di Arturo Brachetti (2016)